# Cisco Packet Tracer
Packet Tracer — симулятор сети передачи данных, выпускаемый фирмой Cisco Systems. Позволяет делать работоспособные модели сети, настраивать (командами Cisco IOS) маршрутизаторы и коммутаторы, взаимодействовать между несколькими пользователями (через облако). Packet Tracer в основном ориентирован для участников Программы Сетевой Академии Cisco в качестве бесплатного учебного пособия, помогающего им изучить основные концепции Сертификации Cisco.
Packet Tracer позволяет учащимся проектировать сложные и большие сети, что часто невозможно с физическим оборудованием из-за больших затрат. Packet Tracer обычно используется студентами, поскольку является бесплатным. Packet Tracer предоставляет дополнительные компоненты для обучения, в том числе авторскую систему, моделирование сетевого протокола, улучшение знаний и систему оценки. Однако, из-за функциональных ограничений, Cisco намерена использовать его только в качестве учебного пособия, а не в качестве замены маршрутизаторам и коммутаторам Cisco. Само приложение имеет лишь небольшое количество функций, присутствующих в реальном оборудовании, на котором работает текущая версия Cisco IOS. Таким образом, Packet Tracer не подходит для моделирования производственных сетей. Он имеет ограниченный набор команд, что означает, что он не позволяет использовать все команды IOS, которые могут потребоваться. Packet Tracer может быть полезен для понимания абстрактных сетевых концепций, таких как Enhanced Interior Gateway Routing Protocol путём анимации этих элементов в визуальной форме.

## Протокол PTTP и совместимость с CSR
В 2019 году Cisco зарегистрировала в Администрации адресного пространства Интернета (IANA) новую схему URI под названием «pttp». Этот протокол используется как часть возможностей Packet Tracer 7.2.2 для передачи данных между Packet Tracer и платформой маршрутизации Cisco CSR. По состоянию на середину 2022 года мало что известно об этом протоколе или его функциональности.

## Работа на территории России
В начале марта 2022 года Cisco заблокировало учётные записи пользователей из России и доступ с ip-адресов России. Для легального использования программы, нужно использовать версии ниже 7-й.